# Стамо Євген Миколайович
Євге́н Микола́йович Стамо (* 30 серпня 1912, Київ — † 1987, Москва) — український та російський архітектор, народний архітектор СРСР (1948), лауреат Ленінської та Державної премії СРСР (1962), нагороджений орденом Леніна.

## Життєпис
1936 року закінчив Московський архітектурний інститут, педагогами були Симбірцев Василь Миколайович та Руднєв Лев Володимирович.
Брав участь у розробці генерального плану Південно-західного району Москви, розробив плани забудови та планування кварталів на Фрунзенській набережній, разом з Я. Білопільським та М. Улласом.
Помер Євген Миколайович у 1987 році, похований на Новодівочому цвинтарі в Москві.

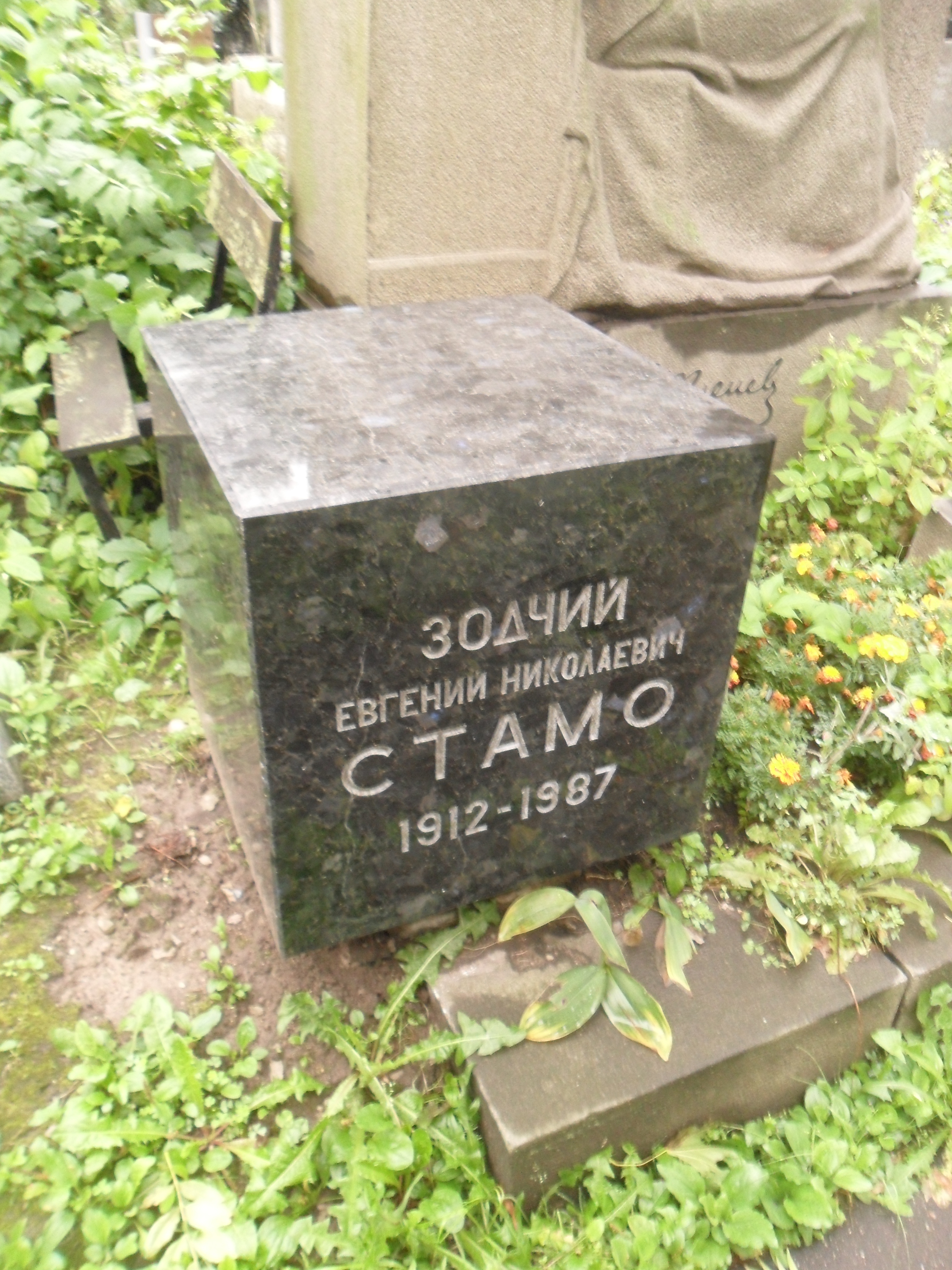
Могила Стамо Євгена Миколайовича

Серед його споруд в Москві:
- Кремлівський Палац з'їздів — Ленінська премія 1962 року,
- Центральний Будинок кінематографістів — 1967,
- Будинок посольства Угорської Народної Республіки — 1967,
- будова видавництва «Прогрес» — 1976,
- олімпійське селище — 1980, Державна премія 1981 року, всі у співавторстві.

Є одним з авторів меморіального комплексу «Національний Музей історії України у Другій світовій війні» у Києві.